# Allograpta buruensis
Allograpta buruensis är en tvåvingeart som beskrevs av Meijere 1929. Allograpta buruensis ingår i släktet Allograpta och familjen blomflugor. Inga underarter finns listade i Catalogue of Life.